# Flemingia prostrata
Flemingia prostrata är en ärtväxtart som beskrevs av William Roxburgh. Flemingia prostrata ingår i släktet Flemingia och familjen ärtväxter. Inga underarter finns listade i Catalogue of Life.